# Vieni, guarda e vinci
Vieni, guarda e vinci (Stop! Look! And Hasten!) è un film del 1954 diretto da Chuck Jones. È un cortometraggio d'animazione della serie Merrie Melodies, uscito negli Stati Uniti d'America il 14 agosto 1954. Ha come protagonisti Willy il Coyote e Beep Beep.

## Trama
Un affamato Willy (Omnia commestibilis) arranca nel deserto mangiando tutto ciò che gli capita a tiro, finché non viene sbalzato in aria da Beep Beep (Prototipus supersonicus). Immaginandolo già cotto, lo insegue, ma viene surclassato dalla sua velocità e prova quindi a catturarlo o ucciderlo con i seguenti metodi:
- cerca di fargli cadere addosso un masso architettando una trappola con una fune e una puleggia, ma il masso cade addosso a lui;
- aspetta Beep Beep mettendo un lazo dietro una curva, ma acchiappa invece un camion che lo trascina sull'asfalto;
- seguendo un manuale su come costruire una trappola per tigri birmane, scava una fossa nella strada e la copre con un telo. Si nasconde dietro una roccia e, quando sente il verso di Beep Beep e qualcosa che cade nella fossa, si tuffa per catturare la sua preda, ma fugge terrorizzato quando scopre che si tratta proprio di una tigre birmana;
- costruisce nella strada una trappola in cui un muro metallico esce istantaneamente dal terreno grazie a una levetta e un ingranaggio. Testa la trappola due volte, ma quando passa Beep Beep questa non si attiva. Dopo aver tentato senza successo di sbloccare la trappola, Willy insegue Beep Beep in una labirintica ferrovia ma viene investito da un treno;
- cerca di minare la strada con dei candelotti di TNT, ma attiva inavvertitamente il detonatore mentre ha l'esplosivo in mano;
- prova a inseguire Beep Beep con una motocicletta ma sbatte immediatamente contro un palo;
- disegna un cerchio nel mezzo di un ampio ponte sospeso in cui mette dei semi per uccelli, quindi si nasconde sotto il ponte per tagliare la zona mentre Beep Beep mangia e farlo cadere. Tuttavia, è Willy a cadere insieme all'intero ponte, mentre il cerchio su cui sta Beep Beep rimane sospeso in aria;
- mangia delle vitamine che gli irrobustiscono i muscoli delle gambe, potendo finalmente competere con Beep Beep in velocità. Mentre lo insegue, però, i due passano sulla strada in cui Willy aveva messo il muro di metallo, e la trappola si attiva proprio in tempo per fermare il coyote. Beep Beep, col fumo prodotto dalla sua corsa, produce la scritta "Questo è tutto gente!".

## Distribuzione

### Edizioni home video

#### VHS
America del Nord
- The Road Runner & Wile E. Coyote: The Scrapes of Wrath (12 agosto 1992)

#### Laserdisc
- The Road Runner Vs. Wile E. Coyote: If At First You Don't Succeed... (18 maggio 1994)

#### DVD
Il corto fu pubblicato in DVD-Video in America del Nord nel secondo disco della raccolta Looney Tunes Golden Collection: Volume 2 (intitolato Road Runner and Friends) distribuita il 2 novembre 2004, dove è visibile anche con un commento audio di Greg Ford; il DVD fu pubblicato in Italia il 16 marzo 2005 nella collana Looney Tunes Collection, col titolo Beep Beep e i suoi amici. In Italia fu inserito anche nel DVD Il tuo simpatico amico Willy il Coyote, uscito il 9 settembre 2009, mentre in America del Nord fu inserito nel primo disco della raccolta DVD Looney Tunes Spotlight Collection Volume 7, uscita il 13 ottobre 2009.